# Plecia curvatineura
Plecia curvatineura är en tvåvingeart som beskrevs av Yang och Chen 2002. Plecia curvatineura ingår i släktet Plecia och familjen hårmyggor. Inga underarter finns listade i Catalogue of Life.